# PT-109 (canzone)
PT-109 è il titolo di una canzone di Jimmy Dean che si ispira all'episodio della seconda guerra mondiale, avvenuto nel teatro della guerra del Pacifico e che ebbe come protagonista l'allora sottotenente John F. Kennedy, al comando di una motosilurante PT-109. 
L'anno che uscì la canzone si classificò nelle prime dieci delle hit-parade, mentre John F. Kennedy era ancora Presidente degli Stati Uniti. Essa precedette il film con lo stesso titolo del 1963. Essa rimase tredici settimane al terzo posto nella classifica delle canzoni country. "PT-109" fu il numero otto nella classifica della Musica pop e il numero due nella classifica Top Adult Contemprary. Il disco fu uno dei molti single a tema militare degli anni '60, taluni pro-militari, altri anti-militari. Tra le molte canzoni a tema militare troviamo: Ballad of the Green Berets, Sink the Bismark, Billy and Sue, Gonna Raise a Ruckus Tonight, Sky Pilot, Navy Blue e Soldier Boy.